# Martina Zähle
Martina Zähle (1950) é uma matemática alemã, especialista em teoria da medida geométrica e geometria estocástica. É professora de matemática da Universidade de Jena, onde é catedrática de geometria.
Zähle obteve um doutorado em 1978 na Universidade de Jena, com a tese Ergodizitätseigenschaften von Strömungsmodellen mit Anwendungen in der Bedienungstheorie, orientada por Joseph Mecke. Obteve a habilitação em Jena em 1982.
É coautora do livro Curvature Measures of Singular Sets (com Jan Rataj, Springer, 2019).

## References
1. ↑  Data de nascimento em Library of Congress, acessado em 19 de novembro de 2020
2. ↑  Lehrstuhl für Geometrie, Universidade de Jena, consultado em 19 de novembro de 2020
3. ↑  Martina Zähle (em inglês) no Mathematics Genealogy Project
4. ↑  Habilitationen von Frauen (PDF) (em alemão), Associação dos Matemáticos da Alemanha, consultado em 19 de novembro de 2020
5. ↑  Massopust, Peter, «Review of Curvature Measures of Singular Sets», zbMATH, Zbl 1423.28001